# Циньчжоу
Циньчжо́у (кит. упр. 钦州, пиньинь Qīnzhōu; чжуанск. Ginhcouh) — городской округ в Гуанси-Чжуанском автономном районе КНР.

## История
В эпоху Южных и Северных династий, когда эти земли находились в составе государства Лян, была создана Аньчжоуская область (安州). После объединения китайских земель в империю Суй Аньчжоуская область была в 598 году переименована в Циньчжоускую область (钦州). После монгольского завоевания и образования империи Юань Циньчжоуская область была преобразована в Циньчжоуский регион (钦州路). После свержения власти монголов и образования империи Мин «регионы» были переименованы в «управы» — так в 1369 году появилась Циньчжоуская управа (钦州府) провинции Гуандун. Однако уже в 1374 году Циньчжоуская управа была понижена в статусе и вновь стала Циньчжоуской областью, которая с 1381 года была подчинена Ляньчжоуской управе (廉州府). В 1888 году область была поднята в статусе, став «непосредственно управляемой» (то есть, стала подчиняться напрямую провинциальным властям), и при этом из неё был выделен уезд Фанчэн (防城县). После Синьхайской революции в Китае была проведена реформа структуры административного деления, в ходе которой области и управы были упразднены, и поэтому в 1912 году Циньчжоуская область была преобразована в уезд Циньсянь (钦县).
После вхождения этих мест в состав КНР в конце 1949 года они вошли в состав Специального района Наньлу (南路专区) провинции Гуандун. В 1950 году уезды Циньсянь, Хэпу, Линшань и Фанчэн были выделены в отдельный Специальный район Циньлянь (钦廉专区) провинции Гуандун, власти которого разместились в Бэйхае. В 1951 году власти специального района переехали в уезд Циньсянь, а сам он был переименован в Специальный район Циньчжоу (钦州专区) и с 1952 года официально перешёл в состав провинции Гуанси (в его состав изначально хотели также включить уезд Бобай из Специального района Юйлинь, но в 1953 году это решение было отменено), а из уезда Хэпу был выделен уезд Пубэй. В 1953 году власти специального района переехали в уезд Хэпу.
В 1955 году городской уезд Бэйхай был выведен из состава специального района, перейдя в непосредственное подчинение провинциальным властям, а Специальный район Циньчжоу вернулся в состав провинции Гуандун, где был переименован в Специальный район Хэпу (合浦专区). В 1958 году уезд Пубэй был вновь присоединён к уезду Хэпу. В 1959 году Специальный район Хэпу был присоединён к Специальному району Чжаньцзян (湛江专区).
В 1963 году уезд Циньсянь был преобразован в Циньчжоу-Чжуанский автономный уезд (钦州壮族自治县).
В июне 1965 года уезды Хэпу, Линшань, Циньчжоу-Чжуанский автономный уезд, Дунсинский многонациональный автономный уезд (东兴各族自治县) и городской уезд Бэйхай были переданы из провинции Гуандун в состав Гуанси-Чжуанского автономного района, где вместе с уездом Шансы из Специального района Наньнин (南宁专区) вновь образовали Специальный район Циньчжоу (Циньчжоу-Чжуанский автономный уезд при этом был преобразован в уезд Циньчжоу (钦州县), и был вновь создан уезд Пубэй).
В 1971 году Специальный район Циньчжоу был переименован в Округ Циньчжоу (钦州地区).
Постановлением Госсовета КНР от 25 декабря 1978 года Дунсинский многонациональный автономный уезд был переименован в Фанчэнский многонациональный автономный уезд (防城各族自治县).
В октябре 1983 года уезд Циньчжоу был преобразован в городской уезд, а городской уезд Бэйхай был выведен из состава округа Циньчжоу, перейдя в непосредственное подчинение властям Гуанси-Чжуанского автономного района.
В марте 1985 года был создан Фанчэнский портовый район (防城港区), подчинённый напрямую властям Гуанси-Чжуанского автономного района.
Постановлением Госсовета КНР от 21 мая 1987 года уезд Хэпу был передан из округа Циньчжоу в состав городского округа Бэйхай.
Постановлением Госсовета КНР от 23 мая 1993 года были расформированы Фанчэнский многонациональный автономный уезд и Фанчэнский портовый район, и создан городской округ Фанчэнган, в состав которого также перешёл уезд Шансы.
Постановлением Госсовета КНР от 28 июня 1994 года были расформированы округ Циньчжоу и городской уезд Циньчжоу, и образован городской округ Циньчжоу; на землях бывшего городского уезда Циньчжоу были образованы районы Циньбэй и Циньнань.

## Административно-территориальное деление
Городской округ Циньчжоу делится на 2 района, 2 уезда:
| Карта                          | Карта    | Карта     | Карта         | Карта            | Карта         |
| ------------------------------ | -------- | --------- | ------------- | ---------------- | ------------- |
| Циньнань Циньбэй Линшань Пубэй |          |           |               |                  |               |
| Статус                         | Название | Иероглифы | Пиньинь       | Население (2010) | Площадь (км²) |
| Район                          | Циньнань | 钦南区    | Qīnnán qū     |                  |               |
| Район                          | Циньбэй  | 钦北区    | Qīnběi qū     |                  |               |
| Уезд                           | Линшань  | 灵山县    | Língshān xiàn |                  |               |
| Уезд                           | Пубэй    | 浦北县    | Pǔběi xiàn    |                  |               |

## Экономика
В Циньчжоу расположены бумажная фабрика Jingui Pulp & Paper, химический завод Mingli Group, заводы электроники Techshine Electronics и TSI Semiconductor, металлургические заводы Honghua Steel Group и OM Holdings, пищевые фабрики COFCO Oils & Oilseeds, Luhua Group, Xiniujiao Ouya Sugar Industry и Dayang Grain & Oil, электростанция State Development and Investment Corporation, обувная фабрика Simona Footwear, судостроительный завод Guangxi Shipbuilding, завод сельскохозяйственной техники Lishun Machinery, фармацевтические фабрики Yuyan Pharmaceutical, Gehongtang Pharmaceutical, Huibaoyuan Pharmaceutical и Wanhe Pharmaceutical.
В 2012 году в Циньчжоу был основан Китайско-Малайзийский индустриальный парк площадью 25 кв. км. По состоянию на 2022 год здесь было реализовано более 200 проектов с общим объемом инвестиций свыше 190 млрд юаней (почти 29 млрд долл. США).

## Транспорт

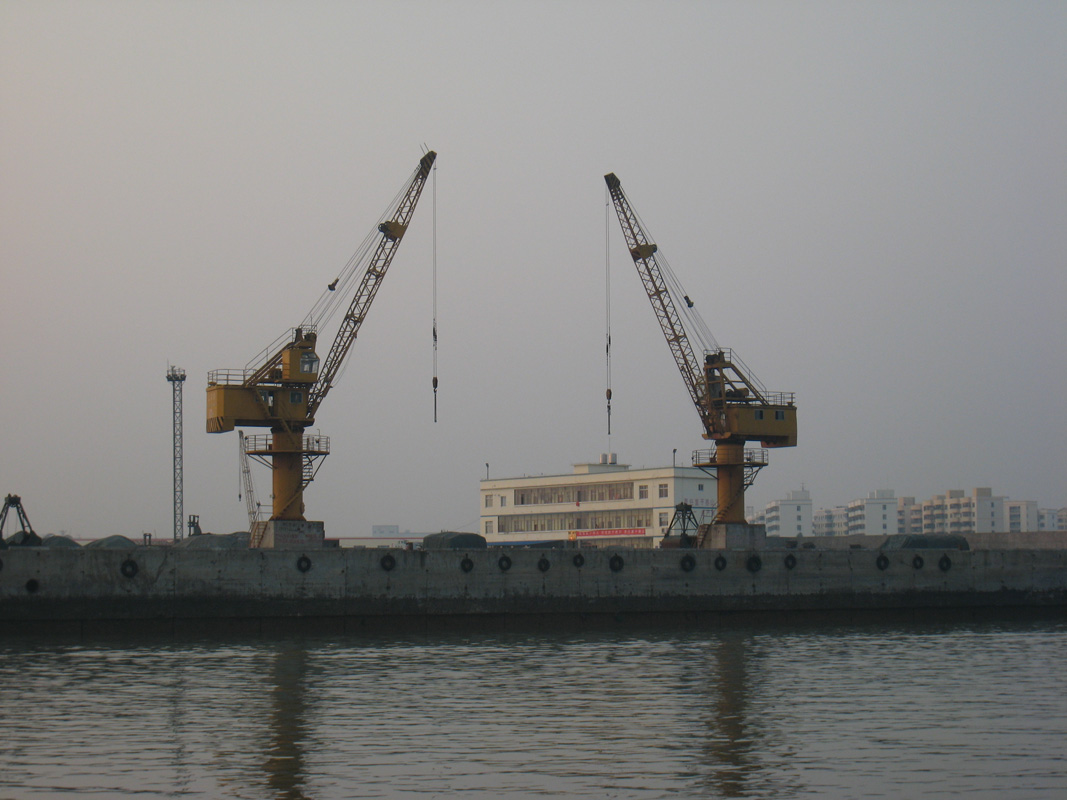
Порт Циньчжоу

### Морской
Порт Циньчжоу входит в состав портового комплекса залива Бэйбу. Сюда стекаются грузы, доставляемые железнодорожным и автомобильным транспортом, а затем контейнеровозы доставляют их морем в порты Юго-Восточной Азии и Океании. В июне 2022 года в порту Циньчжоу был введён в эксплуатацию первый в Китае железнодорожно-морской автоматизированный контейнерный терминал.
По итогам 2023 года порт залива Бэйбу обработал более 8 млн стандартных контейнеров (TEU), а в 2022 году — примерно 7 млн TEU. Среди основных статей экспорта — электромобили и запчасти для автомобилей.
Важное значение имеют контейнерные перевозки между Циньчжоу и Данангом, Эд-Даммамом и Джабаль-Али.

### Железнодорожный
Важное значение имеют грузовые железнодорожные перевозки, которые соединяют порт через транзитные узлы в Чунцине и Чэнду с городами Польши и Германии. Основной грузооборот приходится на электромобили, автозапчасти, комплектующие для компьютеров, швейные и керамические изделия, цветные металлы, пироксены, продукты питания и пищевые жиры.

### Автомобильный
Через залив строится подвесной мост Лунмэнь общей протяжённостью свыше 7,6 км и с основным пролетом в 1098 метров.